# Korpusy kombinowane Cesarstwa Niemieckiego
Korpusy kombinowane Cesarstwa Niemieckiego (ich dowódcy oraz daty powołania).
- 51 Korpus Kombinowany Cesarstwa Niemieckiego
  - generał porucznik – Albert von Berrer, 27 sierpnia 1916
  - generał porucznik – Eberhard von Hofacker, 3 listopada 1917
  - generał porucznik – Hans von Below, 23 sierpnia 1918
- 52 Korpus Kombinowany Cesarstwa Niemieckiego – tzw. Armia Dunaju
  - generał piechoty – Robert Kosch, 28 sierpnia 1916
- 53 Korpus Kombinowany Cesarstwa Niemieckiego
  - generał porucznik – Konstanz von Heineccius, 31 sierpnia 1916
  - generał kawalerii – Manfred Baron von Richthofen, 8 marca 1917
  - generał porucznik – Leo Limbourg, 18 stycznia 1918
- 54 Korpus Kombinowany Cesarstwa Niemieckiego
  - generał porucznik – Viktor Kuehne, 4 września 1916
  - generał piechoty – Eduard von Liebert, 25 lutego 1917
  - generał porucznik – Max von Mueller, 17 czerwca 1917
  - generał porucznik – Alexander von Larisch, 21 stycznia 1918
- 56 Korpus Kombinowany Cesarstwa Niemieckiego – dawny I Korpus Kawalerii Cesarstwa Niemieckiego
  - generał kawalerii – Goetz Baron von Koenig, 26 listopada 1916
  - rozwiązany dnia 18 sierpnia 1918
- 57 Korpus Kombinowany Cesarstwa Niemieckiego – dawny III Korpus Kawalerii Cesarstwa Niemieckiego
  - generał kawalerii – Rudolf von Frommel, 26 listopada 1916
  - generał porucznik – Bernhard von Hartz, 7 kwietnia 1918
- 58 Korpus Kombinowany Cesarstwa Niemieckiego – dawny V Korpus Kawalerii Cesarstwa Niemieckiego
  - generał porucznik – Eugen Hrabia von Schmettow, 20 listopada 1916
  - generał porucznik – Alfred von Kleist, 6 lutego 1918
- 59 Korpus Kombinowany Cesarstwa Niemieckiego – dawny VI Korpus Kawalerii Cesarstwa Niemieckiego
  - generał porucznik – Hermann Brecht, 26 listopada 1916
  - generał porucznik – Erich von Redern, 2 listopada 1917
- 60 Korpus Kombinowany Cesarstwa Niemieckiego – tzw. Grupa Mitawa
  - generał porucznik – Guenther von Pappritz, 25 listopada 1916
  - generał porucznik – Ludwig von Esstorff, 16 marca 1918
- 61 Korpus Kombinowany Cesarstwa Niemieckiego
  - generał porucznik – Karl Suren, 18 listopada 1916
- 62 Korpus Kombinowany Cesarstwa Niemieckiego
  - generał porucznik – Richard von Webern, 15 grudnia 1916
  - generał porucznik – Paul Fleck, 19 lutego 1918
  - rozwiązany dnia 23 października 1918
- 63 Korpus Kombinowany Cesarstwa Niemieckiego – Bawarski
  - generał porucznik – Albert von Schoch, 30 grudnia 1916
- 64 Korpus Kombinowany Cesarstwa Niemieckiego – Wirtemberski
  - generał kawalerii – Wilhelm Herzog von Urach, 5 stycznia 1917
- 65 Korpus Kombinowany Cesarstwa Niemieckiego
  - generał porucznik – Eberhard Hrabia von Schmettow, 11 stycznia 1917
- 66 Korpus Kombinowany Cesarstwa Niemieckiego – tzw. Grupa Nowogródek
  - generał piechoty – Siegfried von Held, 15 kwietnia 1917
  - generał porucznik – Adolf von der Esch, 3 lutego 1918
  - generał porucznik – Walter von Bergmann, 22 września 1918
- 67 Korpus Kombinowany Cesarstwa Niemieckiego
  - generał piechoty – Reinhard Baron von Scheffer-Boyadel, 9 września 1917
- 68 Korpus Kombinowany Cesarstwa Niemieckiego – tzw. Korpus Północ
  - generał porucznik – Adolf Baron von Seckendorff, 16 marca 1918